# Jugoslovanska hokejska liga 1970/71
Sezona 1970/71 jugoslovanske hokejske lige je bila osemindvajseta sezona jugoslovanskega prvenstva v hokeju na ledu. Naslov jugoslovanskega prvaka so petnajstič osvojili hokejisti slovenskega kluba HK Jesenice. 

## Končni vrstni red
1. HK Jesenice
2. HK Olimpija Ljubljana
3. KHL Medveščak
4. HK Slavija Vevče
5. HK Partizan Beograd
6. HK Kranjska Gora
7. OHK Beograd
8. HK Crvena Zvezda
9. HK Spartak Subotica
10. HK Vardar Skopje